# 1. бирчанска лака пјешадијска бригада
Прва бирчанска лака пјешадијска бригада познатија и као Гарда Шековићи је била пјешадијска јединица Војске Републике Српске, у саставу Дринског корпуса.

## Састав
Као и код већине других бригада Војске Републике Српске, бројно стање и устројство Бирчанске бригаде се током рата мењало: за време прве године рата у бригаду је регрутована већина војно способног становништва бирачке регије српске националности, да би се бројно стање наредне године реорганизацијом ускладило са стварним ратним могућностима. Тако је бригада у другој половини 1992. године имала око 3.600 бораца, док се тај број смањио на 2.200 поткрај следеће године. Бригада је имала следећи састав: команда бригаде, пет пешадијских батаљона, оклопни батаљон (10 Т-55 тенкова, 18 М-60 борбених возила пешадије), минобацачку батерију 120 мм (6 цеви), мешовити противоклопни дивизион (5 самохотки 90 мм СО, 6 ЗИС 76 мм), извиђачку чету, чету војне полиције, чету везе, логистичку чету, инжињерски вод и мешовити артиљеријски батаљон (три батерије). Иако је дакле имала назив „лака пешадијска“, Бирчанска бригада је у стварности била пешадијска бригада.

## Ратни пут

### 1992.
Бригада је основана у првој половини 1992. године трансформацијом Територијалне одбране општине Шековићи. Најдужи део фронта се налазио у додиру са Другим корпусом АРБиХ према Калесији. Бригада се наслањала на Зворничку и Милићку бригаду. Зона одговорности бригаде је обухватала седам тадашњих општина: Зворник, Калесија, Шековићи, Власеница, Милићи, Братунац и Скелани. Првих годину дана рата, бригада је имала чак 201 погинулих бораца, од којих је 70% погинуло ван зоне одговорности бригаде. Разлог томе је била слаба сарадња са Зворничком бригадом, нарочито на додиру бригада у селу Мемићи.

### 1993. и 1994.
Почетком 1993. године, бригада је учествовала у операцији Церска, када је заједно са другим јединицама ВРС неутралисала 28. дивизију АРБиХ (Сребреница), што је значајно допринело обезбеђењу бораца бригаде. Током 1994. године, бригада је водила успешну борбу за одбрану коте Бандијерка на кладањском ратишту.

### 1995.
У другој половини 1995. године, у склопу операције Вагањ, делови Бирчанске бригаде на челу са њеним командантом, Светозаром Андрићем, заједно са деловима других јединица Дринског корпуса учествују у одбрани западних делова Републике Српске.

## Губици
Током рата је погинуло 363 бораца Бирчанске бригаде.